# Saison 1 de The Real O'Neals
Chronologie
Saison 2
Cet article présente le guide des épisodes de la première saison de la série télévisée américaine The Real O'Neals.

## Généralités
- Aux États-Unis, la saison a été diffusée du 2 mars 2016 au 24 mai 2016 sur le réseau ABC.

## Distribution

### Acteurs principaux
- Martha Plimpton : Eileen O'Neal
- Jay R. Ferguson : Pat O'Neal
- Noah Galvin : Kenny O'Neal
- Matt Shively : Jimmy O'Neal
- Bebe Wood : Shannon O'Neal
- Mary Hollis Inboden : Jodi O'Neal, ex-belle-sœur de Pat

### Acteurs récurrents
- Jeremy Lawson : Jesus (4 épisodes)
- Matt Oberg (en) : Vice Principal Murray (4 épisodes)
- Hannah Marks : Mimi Waxberg (épisodes 1, 2 et 9)
- Sarayu Blue : Marcia Worthman (épisodes 1, 2 et 8)
- Brian Huskey (en) : Father Phil (épisodes 1 et 6)
- Kaylee Bryant : Lacey (épisodes 4, 9 et 13)
- Chris V. Pipkin : Devon (épisodes 4 et 13)
- Preston Strother (en) : Doug (épisodes 4 et 13)
- Caleb Pierce : Stuart (épisodes 5, 9 et 13)
- Jessica-Snow Wilson : Gloria (épisodes 9 et 12)

## Épisodes

### Épisode 1: Titre français inconnu (Pilot)
- États-Unis /  Canada : 2 mars 2016 sur ABC[1] / Citytv

- États-Unis : 6,33 millions de téléspectateurs[2] (première diffusion)

- Brian Huskey (Father Phil)
- Jeremy Lawson (Jesus)

### Épisode 2: Titre français inconnu (The Real Papaya)
- États-Unis /  Canada : 2 mars 2016 sur ABC / Citytv

- États-Unis : 6,01 millions de téléspectateurs[2] (première diffusion)

Jimmy Kimmel (lui-même)

### Épisode 3: Titre français inconnu (The Real Lent)
- Canada : 7 mars 2016 sur Citytv
- États-Unis : 8 mars 2016 sur ABC

- États-Unis : 3,99 millions de téléspectateurs[3] (première diffusion)

- Garrett Clayton (Ricky)
- Charles Emmett (Scott)
- Jeremy Lawsson (Jesus)
- Molly Morgan (Waitress)

### Épisode 4: Titre français inconnu (The Real F Word)
- Canada : 14 mars 2016 sur Citytv
- États-Unis : 15 mars 2016 sur ABC

- États-Unis : 3,47 millions de téléspectateurs[4] (première diffusion)

- Matt Oberg (Vice Principal Murray)
- Chloe Wepper (Cheryl)
- Allison Bills (Ms. Walker)
- Kaylee Bryant (Girl)
- Madison Isemanas Madison
- Sergio Martinez (Kenny Lee)
- Chris V. Pipkin (Male Student)
- Preston Strother (Doug)
- Irene White (Saleswoman)

### Épisode 5: Titre français inconnu (The Real Spring Fever)
- Canada : 21 mars 2016 sur Citytv
- États-Unis : 22 mars 2016 sur ABC

- États-Unis : 3,75 millions de téléspectateurs[5] (première diffusion)

- Ian Gomez (Michael-Gregory)
- Phil LaMarr (Archie)

### Épisode 6: Titre français inconnu (The Real Man)
- Canada : 28 mars 2016 sur Citytv
- États-Unis : 29 mars 2016 sur ABC

- États-Unis : 3,67 millions de téléspectateurs[6] (première diffusion)

- Brian Huskey (Father Phil)

### Épisode 7: Titre français inconnu (The Real Grandma)
- Canada : 4 avril 2016 sur Citytv
- États-Unis : 5 avril 2016 sur ABC

- États-Unis : 3,65 millions de téléspectateurs[7] (première diffusion)

Frances Conroy (Grandma Agnes)

### Épisode 8: Titre français inconnu (The Real Book Club)
- Canada : 18 avril 2016 sur Citytv
- États-Unis : 19 avril 2016 sur ABC

- États-Unis : 2,98 millions de téléspectateurs[8] (première diffusion)

- Sarayu Blue (Marcia Worthman)
- Pat Finn (Zack)
- Anita Barone (Suzie)
- Melanie Paxson (Nancy)
- Kate Fuglei (Fran)
- Michael D. Cohen (Dr Filbert)
- Jeremy Batiste (Doug)

### Épisode 9: Titre français inconnu (The Real Wedding)
- États-Unis /  Canada : 26 avril 2016 sur ABC / Citytv

- États-Unis : 3,46 millions de téléspectateurs[9] (première diffusion)

- Hannah Marks (Mimi)
- Abby Miller (Mrs. Hanson)

### Épisode 10: Titre français inconnu (The Real Retreat)
- États-Unis /  Canada : 3 mai 2016 sur ABC / Citytv

- États-Unis : 3,29 millions de téléspectateurs[10] (première diffusion)

- Matt Oberg (VP Murray)
- Jamie Denbo (Sam)
- Noah Crawford (Drew)
- Jeremy Lawson (Jesus)
- Rickey Eugene Brown (Goon)
- Ethan Lee (Nerdy Boy)
- Caroline Morahan (Maleficent)

### Épisode 11: Titre français inconnu (The Real Other Woman)
- États-Unis /  Canada : 10 mai 2016 sur ABC / Citytv

- États-Unis : 3,15 millions de téléspectateurs[11] (première diffusion)

- Tim Gunn (lui-même)
- Emily Rutherfurd (en) (Sandra)
- Mary-Kathleen Gordon (Minister)
- Jeremy Lawson (Jesus)
- Jacob Melton (Jonathan)

### Épisode 12: Titre français inconnu (The Real Rules)
- États-Unis /  Canada : 17 mai 2016 sur ABC / Citytv

- États-Unis : 3,25 millions de téléspectateurs[12] (première diffusion)

- Matt Oberg (VP Murray)
- Jessica Snow Wilson (Gloria)
- Michelle C. Bonilla (Office Golaski)
- Tracy Meyer (Annoyed Waitress)
- Mike Nojun Park (Bartender)

### Épisode 13: Titre français inconnu (The Real Prom)
- États-Unis /  Canada : 24 mai 2016 sur ABC[13] / Citytv

- États-Unis : 4,21 millions de téléspectateurs[14] (première diffusion)

- Matt Oberg (VP Murray)
- Kaylee Bryant (Lacey)
- Caleb Pierce (Stuart)
- Chris V. Pipkin (Devon)
- Preston Strother (Doug)
- Christopher Avila (Ethan)
- Damien Diaz (Senior Boy)
- Ann Madox (Paula)
- Jake McLean (Sebastian)